# Lista de vencedores de provas portuguesas de futebol por época
Esta é uma lista dos vencedores das provas nacionais oficiais e oficiosas de futebol em Portugal. Esta lista inclui as principais provas organizadas pela Federação Portuguesa de Futebol e pela Liga Portuguesa de Futebol Profissional, designadamente a Primeira Liga, a Taça de Portugal, a Taça da Liga, a Supertaça Cândido de Oliveira e os já extintos Campeonato de Portugal, Taça Ribeiro dos Reis, Taça Federação Portuguesa de Futebol e Taça Império.

## História
Criado em 1921, o Campeonato de Portugal foi a primeira competição oficial de futebol de carácter nacional. Os clubes apuravam-se a partir das competições distritais (em sistema de liga) e disputavam depois o Campeonato de Portugal (em regime de eliminatórias). O vencedor sagrava-se Campeão Nacional. 
O Campeonato da I Divisão foi criado em 1934–35 e teve como primeiro campeão o FC Porto. O clube mais vitorioso da prova é o Benfica, com 38 títulos da I Divisão Nacional. 
Em 1938–39 foi criada a Taça de Portugal, substituindo o extinto Campeonato de Portugal e usando o mesmo troféu bem como o mesmo sistema de eliminatórias, que teve como primeiro vencedor a Académica de Coimbra. O grande dominador da Taça de Portugal é novamente o Benfica com 26 Taças conquistadas. 
A Supertaça Cândido de Oliveira foi criada em 1978–79 (as duas primeiras edições foram oficiosas) para ser disputada entre o campeão nacional e o vencedor da Taça de Portugal. A primeira edição foi ganha pelo Boavista, sendo o FC Porto o dominador da prova com 23 troféus. 
Por último, foi criada a Taça da Liga em 2007–08 para ser disputada pelos clubes da Primeira e Segunda Ligas. O Vitória de Setúbal conquistou a primeira edição, sendo o Benfica o clube mais vitorioso, com 7 troféus conquistados.

## Vencedores por época
| Época                                                | Primeira Liga | Taça de Portugal       | Taça da Liga              | Supertaça            |
| Época                                                | Primeira Liga | Campeonato de Portugal | Taça Ribeiro dos Reis/FPF | Taça Império         |
| ---------------------------------------------------- | ------------- | ---------------------- | ------------------------- | -------------------- |
| 1921–22                                              |               | FC Porto               |                           |                      |
| 1922–23                                              |               | Sporting               |                           |                      |
| 1923–24                                              |               | Olhanense              |                           |                      |
| 1924–25                                              |               | FC Porto 2             |                           |                      |
| 1925–26                                              |               | Marítimo               |                           |                      |
| 1926–27                                              |               | Belenenses             |                           |                      |
| 1927–28                                              |               | Carcavelinhos          |                           |                      |
| 1928–29                                              |               | Belenenses 2           |                           |                      |
| 1929–30                                              |               | Benfica                |                           |                      |
| 1930–31                                              |               | Benfica 2              |                           |                      |
| 1931–32                                              |               | FC Porto 3             |                           |                      |
| 1932–33                                              |               | Belenenses 3           |                           |                      |
| 1933–34                                              |               | Sporting 2             |                           |                      |
| 1934–35                                              | FC Porto      | Benfica 3              |                           |                      |
| 1935–36                                              | Benfica       | Sporting 3             |                           |                      |
| 1936–37                                              | Benfica 2     | FC Porto 4             |                           |                      |
| 1937–38                                              | Benfica 3     | Sporting 4             |                           |                      |
| O Campeonato de Portugal dá lugar à Taça de Portugal |               |                        |                           |                      |
| 1938–39                                              | FC Porto 2    | Académica              |                           |                      |
| 1939–40                                              | FC Porto 3    | Benfica                |                           |                      |
| 1940–41                                              | Sporting      | Sporting               |                           |                      |
| 1941–42                                              | Benfica 4     | Belenenses             |                           |                      |
| 1942–43                                              | Benfica 5     | Benfica 2              |                           |                      |
| 1943–44                                              | Sporting 2    | Benfica 3              |                           | Sporting             |
| 1944–45                                              | Benfica 6     | Sporting 2             |                           |                      |
| 1945–46                                              | Belenenses    | Sporting 3             |                           |                      |
| 1946–47                                              | Sporting 3    | —                      |                           |                      |
| 1947–48                                              | Sporting 4    | Sporting 4             |                           |                      |
| 1948–49                                              | Sporting 5    | Benfica 4              |                           |                      |
| 1949–50                                              | Benfica 7     | —                      |                           |                      |
| 1950–51                                              | Sporting 6    | Benfica 5              |                           |                      |
| 1951–52                                              | Sporting 7    | Benfica 6              |                           |                      |
| 1952–53                                              | Sporting 8    | Benfica 7              |                           |                      |
| 1953–54                                              | Sporting 9    | Sporting 5             |                           |                      |
| 1954–55                                              | Benfica 8     | Benfica 8              |                           |                      |
| 1955–56                                              | FC Porto 4    | FC Porto               |                           |                      |
| 1956–57                                              | Benfica 9     | Benfica 9              |                           |                      |
| 1957–58                                              | Sporting 10   | FC Porto 2             |                           |                      |
| 1958–59                                              | FC Porto 5    | Benfica 10             |                           |                      |
| 1959–60                                              | Benfica 10    | Belenenses 2           |                           |                      |
| 1960–61                                              | Benfica 11    | Leixões                |                           |                      |
| 1961–62                                              | Sporting 11   | Benfica 11             | Seixal                    |                      |
| 1962–63                                              | Benfica 12    | Sporting 6             | Vitória de Setúbal        |                      |
| 1963–64                                              | Benfica 13    | Benfica 12             | Benfica                   |                      |
| 1964–65                                              | Benfica 14    | Vitória de Setúbal     | Beira-Mar                 |                      |
| 1965–66                                              | Sporting 12   | SC Braga               | Benfica 2                 |                      |
| 1966–67                                              | Benfica 15    | Vitória de Setúbal 2   | SC Espinho                |                      |
| 1967–68                                              | Benfica 16    | FC Porto 3             | Barreirense               |                      |
| 1968–69                                              | Benfica 17    | Benfica 13             | Vitória de Setúbal 2      |                      |
| 1969–70                                              | Sporting 13   | Benfica 14             | Vitória de Setúbal 3      |                      |
| 1970–71                                              | Benfica 18    | Sporting 7             | Benfica 3                 |                      |
| 1971–72                                              | Benfica 19    | Benfica 15             |                           |                      |
| 1972–73                                              | Benfica 20    | Sporting 8             |                           |                      |
| 1973–74                                              | Sporting 14   | Sporting 9             |                           |                      |
| 1974–75                                              | Benfica 21    | Boavista               |                           |                      |
| 1975–76                                              | Benfica 22    | Boavista 2             |                           |                      |
| 1976–77                                              | Benfica 23    | FC Porto 4             | SC Braga                  |                      |
| 1977–78                                              | FC Porto 6    | Sporting 10            |                           |                      |
| 1978–79                                              | FC Porto 7    | Boavista 3             |                           | Boavista             |
| 1979–80                                              | Sporting 15   | Benfica 16             |                           | Benfica              |
| 1980–81                                              | Benfica 24    | Benfica 17             |                           | FC Porto             |
| 1981–82                                              | Sporting 16   | Sporting 11            |                           | Sporting             |
| 1982–83                                              | Benfica 25    | Benfica 18             |                           | FC Porto 2           |
| 1983–84                                              | Benfica 26    | FC Porto 5             |                           | FC Porto 3           |
| 1984–85                                              | FC Porto 8    | Benfica 19             |                           | Benfica 2            |
| 1985–86                                              | FC Porto 9    | Benfica 20             |                           | FC Porto 4           |
| 1986–87                                              | Benfica 27    | Benfica 21             |                           | Sporting 2           |
| 1987–88                                              | FC Porto 10   | FC Porto 6             |                           | Vitória de Guimarães |
| 1988–89                                              | Benfica 28    | Belenenses 3           |                           | Benfica 3            |
| 1989–90                                              | FC Porto 11   | Estrela da Amadora     |                           | FC Porto 5           |
| 1990–91                                              | Benfica 29    | FC Porto 7             |                           | FC Porto 6           |
| 1991–92                                              | FC Porto 12   | Boavista 4             |                           | Boavista 2           |
| 1992–93                                              | FC Porto 13   | Benfica 22             |                           | FC Porto 7           |
| 1993–94                                              | Benfica 30    | FC Porto 8             |                           | FC Porto 8           |
| 1994–95                                              | FC Porto 14   | Sporting 12            |                           | Sporting 3           |
| 1995–96                                              | FC Porto 15   | Benfica 23             |                           | FC Porto 9           |
| 1996–97                                              | FC Porto 16   | Boavista 5             |                           | Boavista 3           |
| 1997–98                                              | FC Porto 17   | FC Porto 9             |                           | FC Porto 10          |
| 1998–99                                              | FC Porto 18   | Beira-Mar              |                           | FC Porto 11          |
| 1999–00                                              | Sporting 17   | FC Porto 10            |                           | Sporting 4           |
| 2000–01                                              | Boavista      | FC Porto 11            |                           | FC Porto 12          |
| 2001–02                                              | Sporting 18   | Sporting 13            |                           | Sporting 5           |
| 2002–03                                              | FC Porto 19   | FC Porto 12            |                           | FC Porto 13          |
| 2003–04                                              | FC Porto 20   | Benfica 24             |                           | FC Porto 14          |
| 2004–05                                              | Benfica 31    | Vitória de Setúbal 3   |                           | Benfica 4            |
| 2005–06                                              | FC Porto 21   | FC Porto 13            |                           | FC Porto 15          |
| 2006–07                                              | FC Porto 22   | Sporting 14            |                           | Sporting 6           |
| 2007–08                                              | FC Porto 23   | Sporting 15            | Vitória de Setúbal        | Sporting 7           |
| 2008–09                                              | FC Porto 24   | FC Porto 14            | Benfica                   | FC Porto 16          |
| 2009–10                                              | Benfica 32    | FC Porto 15            | Benfica 2                 | FC Porto 17          |
| 2010–11                                              | FC Porto 25   | FC Porto 16            | Benfica 3                 | FC Porto 18          |
| 2011–12                                              | FC Porto 26   | Académica 2            | Benfica 4                 | FC Porto 19          |
| 2012–13                                              | FC Porto 27   | Vitória de Guimarães   | SC Braga                  | FC Porto 20          |
| 2013–14                                              | Benfica 33    | Benfica 25             | Benfica 5                 | Benfica 5            |
| 2014–15                                              | Benfica 34    | Sporting 16            | Benfica 6                 | Sporting 8           |
| 2015–16                                              | Benfica 35    | SC Braga 2             | Benfica 7                 | Benfica 6            |
| 2016–17                                              | Benfica 36    | Benfica 26             | Moreirense                | Benfica 7            |
| 2017–18                                              | FC Porto 28   | Desportivo das Aves    | Sporting                  | FC Porto 21          |
| 2018–19                                              | Benfica 37    | Sporting 17            | Sporting 2                | Benfica 8            |
| 2019–20                                              | FC Porto 29   | FC Porto 17            | SC Braga 2                | FC Porto 22          |
| 2020–21                                              | Sporting 19   | SC Braga 3             | Sporting 3                | Sporting 9           |
| 2021–22                                              | FC Porto 30   | FC Porto 18            | Sporting 4                | FC Porto 23          |
| 2022–23                                              | Benfica 38    | FC Porto 19            | FC Porto                  | Benfica 9            |
| 2023–24                                              | Sporting 20   | FC Porto 20            | SC Braga 3                | FC Porto 24          |
| 2024–25                                              | Sporting 21   | Sporting 18            | Benfica 8                 | Benfica 10           |

| Legenda e Notas                                                                                              |
| Triplete (conquista do Campeonato, da Taça de Portugal e da Taça da Liga ou prova precursora na mesma época) |
| Dobradinha (conquista do Campeonato e da Taça de Portugal na mesma época)                                    |
| A Supertaça Cândido de Oliveira inaugura a nova época mas é referente à época anterior.                      |

## Tripletes e Dobradinhas
Em Portugal um triplete consiste na conquista do Campeonato, da Taça de Portugal e da Taça da Liga (ou prova precursora) na mesma época. Uma dobradinha implica vencer o Campeonato e a Taça de Portugal na mesma época.

### Clubes
| N.º | Clube    | Tripletes | Dobradinhas | Épocas                                                                                            |
| --- | -------- | --------- | ----------- | ------------------------------------------------------------------------------------------------- |
| 1º  | Benfica  | 2         | 11          | 1942–43, 1954–55, 1956–57, 1963–64, 1968–69, 1971–72, 1980–81, 1982–83, 1986–87, 2013–14, 2016–17 |
| 2º  | FC Porto | –         | 9           | 1955–56, 1987–88, 1997–98, 2002–03, 2005–06, 2008–09, 2010–11, 2019–20, 2021–22                   |
| 3º  | Sporting | –         | 6           | 1940–41, 1947–48, 1953–54, 1973–74, 1981–82, 2001–02                                              |

### Treinadores
| Nº  | Treinador           | Clube    | Tripletes | Dobradinhas | Épocas                    |
| --- | ------------------- | -------- | --------- | ----------- | ------------------------- |
| 1º  | Lajos Czeizler      | Benfica  | 1         | 1           | 1963–64                   |
| -   | Jorge Jesus         | Benfica  | 1         | 1           | 2013–14                   |
| 3º  | Otto Glória         | Benfica  | –         | 3           | 1954–55, 1956–57, 1968–69 |
| 4º  | Sérgio Conceição    | FC Porto | –         | 2           | 2019–20, 2021–22          |
| -   | Joseph Szabo        | Sporting | –         | 2           | 1940–41, 1953–54          |
| 6º  | János Biri          | Benfica  | –         | 1           | 1942–43                   |
| -   | Cândido de Oliveira | Sporting | –         | 1           | 1947–48                   |
| -   | Dorival Yustrich    | FC Porto | –         | 1           | 1955–56                   |
| -   | Jimmy Hagan         | Benfica  | –         | 1           | 1971–72                   |
| -   | Mário Lino          | Sporting | –         | 1           | 1973–74                   |
| -   | Lajos Baróti        | Benfica  | –         | 1           | 1980–81                   |
| -   | Malcolm Allison     | Sporting | –         | 1           | 1981–82                   |
| -   | Sven-Göran Eriksson | Benfica  | –         | 1           | 1982–83                   |
| -   | John Mortimore      | Benfica  | –         | 1           | 1986–87                   |
| -   | Tomislav Ivic       | FC Porto | –         | 1           | 1987–88                   |
| -   | António Oliveira    | FC Porto | –         | 1           | 1997–98                   |
| -   | László Bölöni       | Sporting | –         | 1           | 2001–02                   |
| -   | José Mourinho       | FC Porto | –         | 1           | 2002–03                   |
| -   | Jesualdo Ferreira   | FC Porto | –         | 1           | 2008–09                   |
| -   | André Villas-Boas   | FC Porto | –         | 1           | 2010–11                   |
| 21º | Rui Vitória         | Benfica  | –         | 1           | 2016–17                   |

Nota: As épocas dos tripletes são apresentadas em negrito.

## Vitórias consecutivas
Existiram no Futebol Português diversas vitórias consecutivas nas diferentes competições.

### Primeira Liga
| Nº | Clube    | Pentas | Tetras | Tris | Bis |
| -- | -------- | ------ | ------ | ---- | --- |
| 1º | FC Porto | 1      | 2      | 3    | 8   |
| 2º | Benfica  | –      | 1      | 6    | 9   |
| 3º | Sporting | –      | 1      | 2    | 3   |

### Taça de Portugal
| Nº | Clube    | Tetras | Tris | Bis |
| -- | -------- | ------ | ---- | --- |
| 1º | Benfica  | 1      | 2    | 5   |
| 2º | Sporting | –      | 1    | 3   |
| 3º | FC Porto | –      | 1    | 3   |
| 4º | Boavista | –      | –    | 1   |

### Taça da Liga
| Nº | Clube    | Tetras | Tris | Bis |
| -- | -------- | ------ | ---- | --- |
| 1º | Benfica  | 1      | 2    | 2   |
| 2º | Sporting | –      | –    | 1   |

### Supertaça Cândido de Oliveira
| Nº | Clube    | Pentas | Tetras | Tris | Bis |
| -- | -------- | ------ | ------ | ---- | --- |
| 1º | FC Porto | 1      | 1      | 1    | 6   |
| 2º | Sporting | –      | –      | –    | 1   |
| -  | Benfica  | –      | –      | –    | 1   |

### Campeonato de Portugal
| Nº | Clube   | Bis |
| -- | ------- | --- |
| 1º | Benfica | 1   |

### Taça Ribeiro dos Reis
| Nº | Clube              | Bis |
| -- | ------------------ | --- |
| 1º | Vitória de Setúbal | 1   |

Notas:
- Bis: 2 vitórias consecutivas

## Divisões Inferiores
| Época   | Nível 2                                       | Nível 3                                          | Nível 4 |
| Época   | II Divisão (Nível 2) (1934-1990)              | Não disputado                                    | Não disputado |
| ------- | --------------------------------------------- | ------------------------------------------------ | --- |
| 1934–35 | Carcavelinhos                                 | Não disputado                                    | Não disputado |
| 1935–36 | Olhanense                                     | Não disputado                                    | Não disputado |
| 1936–37 | Boavista                                      | Não disputado                                    | Não disputado |
| 1937–38 | Leixões                                       | Não disputado                                    | Não disputado |
| 1938–39 | Carcavelinhos                                 | Não disputado                                    | Não disputado |
| 1939–40 | Farense                                       | Não disputado                                    | Não disputado |
| 1940–41 | Olhanense                                     | Não disputado                                    | Não disputado |
| 1941–42 | Estoril Praia                                 | Não disputado                                    | Não disputado |
| 1942–43 | Barreirense                                   | Não disputado                                    | Não disputado |
| 1943–44 | Estoril Praia                                 | Não disputado                                    | Não disputado |
| 1944–45 | Atlético CP                                   | Não disputado                                    | Não disputado |
| 1945–46 | Estoril Praia                                 | Não disputado                                    | Não disputado |
| 1946–47 | Braga                                         | Não disputado                                    | Não disputado |
| 1947–48 | Sporting da Covilhã                           | III Divisão (Nível 3) (1947-1990)                | Não disputado |
| 1947–48 | Sporting da Covilhã                           | Cova da Piedade                                  | Não disputado |
| 1948–49 | Académica de Coimbra                          | Almada                                           | Não disputado |
| 1949–50 | Boavista                                      | Ovarense                                         | Não disputado |
| 1950–51 | Barreirense                                   | Juventude de Évora                               | Não disputado |
| 1951–52 | Lusitano de Évora                             | Lusitano VRSA                                    | Não disputado |
| 1952–53 | Oriental                                      | Vila Real                                        | Não disputado |
| 1953–54 | CUF Barreiro                                  | Coruchense                                       | Não disputado |
| 1954–55 | Torreense                                     | «O Elvas»                                        | Não disputado |
| 1955–56 | Oriental                                      | Almada                                           | Não disputado |
| 1956–57 | Salgueiros                                    | Serpa                                            | Não disputado |
| 1957–58 | Sporting da Covilhã                           | Oliveirense                                      | Não disputado |
| 1958–59 | Atlético CP                                   | Beira-Mar                                        | Não disputado |
| 1959–60 | Barreirense                                   | Benf. C. Branco                                  | Não disputado |
| 1960–61 | Beira-Mar                                     | Seixal                                           | Não disputado |
| 1961–62 | Barreirense                                   | Varzim                                           | Não disputado |
| 1962–63 | Varzim                                        | «Os Leões                                        | Não disputado |
| 1963–64 | Braga                                         | União de Lamas                                   | Não disputado |
| 1964–65 | Beira-Mar                                     | União de Tomar                                   | Não disputado |
| 1965–66 | Sanjoanense                                   | CD Montijo                                       | Não disputado |
| 1966–67 | Barreirense                                   | Vizela                                           | Não disputado |
| 1967–68 | Atlético CP                                   | Seixal                                           | Não disputado |
| 1968–69 | Barreirense                                   | União de Lamas                                   | Não disputado |
| 1969–70 | Tirsense                                      | Olhanense                                        | Não disputado |
| 1970–71 | Beira-Mar                                     | Cova da Piedade                                  | Não disputado |
| 1971–72 | União de Coimbra                              | Caldas                                           | Não disputado |
| 1972–73 | Académica de Coimbra                          | Lus. Lourosa                                     | Não disputado |
| 1973–74 | União de Tomar                                | Paços de Ferreira                                | Não disputado |
| 1974–75 | Estoril Praia                                 | União de Santarém                                | Não disputado |
| 1975–76 | Varzim                                        | Portalegrense                                    | Não disputado |
| 1976–77 | Marítimo                                      | Rio Ave                                          | Não disputado |
| 1977–78 | Famalicão                                     | Sacavenense                                      | Não disputado |
| 1978–79 | Portimonense                                  | Bragança                                         | Não disputado |
| 1979–80 | Amora                                         | Vasco da Gama                                    | Não disputado |
| 1980–81 | União de Leiria                               | União de Coimbra                                 | Não disputado |
| 1981–82 | Marítimo                                      | Vizela                                           | Não disputado |
| 1982–83 | Farense                                       | Esperança de Lagos                               | Não disputado |
| 1983–84 | Belenenses                                    | Clube Desportivo das Aves                        | Não disputado |
| 1984–85 | Desportivo das Aves                           | União de Santarém                                | Não disputado |
| 1985–86 | Rio Ave                                       | Bragança                                         | Não disputado |
| 1986–87 | Sporting da Covilhã                           | Louletano                                        | Não disputado |
| 1987–88 | Famalicão                                     | Portalegrense                                    | Não disputado |
| 1988–89 | União da Madeira                              | Mirense                                          | Não disputado |
| 1989–90 | Salgueiros                                    | Montijo                                          | Não disputado |
| 1990–91 | Segunda Liga (1990-presente)                  | II Divisão B (Nível 3) (1990-2013)               | III Divisão (Nível 4) (1990-2013)                                                                                |
| 1990–91 | Paços de Ferreira                             | Ovarense                                         | Vasco da Gama |
| 1991–92 | Sporting de Espinho                           | Campomaiorense                                   | Trofense |
| 1992–93 | Estrela da Amadora                            | Leça                                             | Odivelas |
| 1993–94 | Tirsense                                      | Amora                                            | «Os Limianos» |
| 1994–95 | Leça                                          | Moreirense                                       | Desp. Beja |
| 1995–96 | Rio Ave                                       | Varzim                                           | Fafe |
| 1996–97 | Campomaiorense                                | Maia                                             | Dragões Sandinenses                                                                                              |
| 1997–98 | União de Leiria                               | Santa Clara                                      | Vilafranquense                                                                                                   |
| 1998–99 | Gil Vicente                                   | - Freamunde - Sporting da Covilhã - Imortal      | Vianense |
| 1999–00 | Paços de Ferreira                             | - Marco - Ovarense - Nacional                    | Paredes |
| 2000–01 | Santa Clara                                   | - Moreirense - Oliveirense - Portimonense        | Mafra |
| 2001–02 | Moreirense                                    | - Marco - Sporting da Covilhã - União da Madeira | - Caçadores das Taipas - Vila Real - Ol. Hospital - Benf. C. Branco - Ol. Moscavide - Amora - Lusitânia          |
| 2002–03 | Rio Ave                                       | - Leixões - Feirense - Estoril Praia             | - Bragança - Lixa - Estarreja - Alcains - Sintrense - Pinhalnovense - Santo António                              |
| 2003–04 | Estoril Praia                                 | - Gondomar - Sporting de Espinho - Olhanense     | - Valenciano - Ribeirão - Penalva do Castelo - Benf. C. Branco - Casa Pia - Atlético - Operário                  |
| 2004–05 | Paços de Ferreira                             | - Vizela - Sporting da Covilhã - Barreirense     | - Os Sandinenses - Aliados de Lordelo - Nelas - Portomosense - Benfica B - Silves - Madalena                     |
| 2005–06 | Beira-Mar                                     | Olivais e Moscavide                              | - Maria da Fonte - Vila Meã - U. Lamas - Eléctrico - Atlético - E. Vendas Novas - Lusitânia                      |
| 2006–07 | Leixões                                       | Freamunde                                        | - Valdevez - Leça - Anadia - Caldas - Caniçal - Lagoa - Angrense                                                 |
| 2007–08 | Trofense                                      | Oliveirense                                      | - Mirandela - Amarante - Arouca - Rec. Monsanto - Oriental de Lisboa - Mineiro Alj. - Praiense                   |
| 2008–09 | Olhanense                                     | Fátima                                           | - Vieira - Paredes - Tondela - Sertanense - Camacha - Louletano - Vitória do Pico                                |
| 2009–10 | Beira-Mar                                     | Arouca                                           | - Macedo de Cavaleiros - Oliveirense - Coimbrões - Anadia - Casa Pia - Juventude de Évora - Madalena - Andorinha |
| 2010–11 | Gil Vicente                                   | União da Madeira                                 | - Mirandela - Amarante - Cinfães - Monsanto - Caldas - E. Vendas Novas - Angrense - Ribeira Brava                |
| 2011–12 | Estoril Praia                                 | Varzim                                           | - GD Joane - FC Cesarense - Ac.Viseu - Benf. C. Branco - CF Benfica - Farense - SC Lusitânia - AD Pontassolense  |
| 2012–13 | Belenenses                                    | Desportivo de Chaves                             | - GD Bragança - FC Felgueiras 1932 - AD Grijó - GD Sourense - SC Lourinhanense - União Montemor - SC Praiense    |
| 2013–14 | Moreirense                                    | CNS/Campeonato de Portugal (2013-2021)           | Não disputado |
| 2013–14 | Moreirense                                    | Freamunde                                        | Não disputado |
| 2014–15 | Tondela                                       | Mafra                                            | Não disputado |
| 2015–16 | FC Porto B                                    | Cova da Piedade                                  | Não disputado |
| 2016–17 | Portimonense                                  | Real Sport Clube                                 | Não disputado |
| 2017–18 | Nacional da Madeira                           | Mafra                                            | Não disputado |
| 2018–19 | Paços de Ferreira                             | Casa Pia                                         | Não disputado |
| 2019–20 | Prova suspensa devido à pandemia de COVID-19. | Prova suspensa devido à pandemia de COVID-19.    | Não disputado |
| 2020–21 | Estoril Praia                                 | Trofense                                         | Não disputado |
| 2021–22 | Rio Ave                                       | Liga 3 (2021-presente)                           | Campeonato de Portugal (2021-presente)                                                                           |
| 2021–22 | Rio Ave                                       | Torreense                                        | Paredes |
| 2022–23 | Moreirense                                    | União de Leiria                                  | Atlético CP |
| 2023–24 | Santa Clara                                   | FC Alverca                                       | Amarante FC |
| 2024–25 |                                               |                                                  | |
| Época   | Nível 2                                       | Nível 3                                          | Nível 4 |